# Estação Artur Alvim
A Estação Artur Alvim é uma estação do metrô da cidade de São Paulo, parte da Linha 3–Vermelha.
Esta localizada na Avenida Dr. Luis Aires, 1800, na Zona Leste do município de São Paulo.
Entrou em operação em 1 de outubro de 1988, inaugurada pelo Governador Orestes Quércia juntamente com a Corinthians–Itaquera.
O nome da estação e do distrito onde está localizada é uma homenagem ao Engenheiro Artur Alvim, que foi o responsável pela via permanente da Central do Brasil, Ramal de São Paulo, no ano de 1888.

## Características
Estação com mezanino de distribuição sob plataforma central em superfície, estrutura em concreto aparente e cobertura espacial metálica treliçada.
Possui acesso para pessoas portadoras de deficiência física através de elevadores, rampas e passarelas. Desde agosto de 2024, opera com portas de plataforma na área de embarque. Além disso, é integrada a um Terminal de Ônibus Urbano. Abaixo da passarela, é localizada a antiga estação de trens metropolitanos, desativada em 2000, com a entrada do Expresso Leste. O acesso à ela está fechado.
Capacidade de até 20 mil passageiros por hora.
Área construída de 14.740 m².

## Obras de arte
A estação não faz parte do "Roteiro da Arte nas Estações" (Metrô de São Paulo).

## Tabelas
| Linha      | Terminais                                    | Estações | Principais destinos                                                                                         | Duração das viagens (min) | Intervalo entre trens (min) | Funcionamento                                                        |
| ---------- | -------------------------------------------- | -------- | --- | ------------------------- | --------------------------- | -------------------------------------------------------------------- |
| 3 Vermelha | Palmeiras–Barra Funda ↔ Corinthians–Itaquera | 18       | Barra Funda, Santa Cecília, República, Sé, Brás, Belém, Tatuapé, Penha, Vila Matilde, Artur Alvim, Itaquera | 32                        | 2                           | Diariamente, das 4h40 à 0 hora. Aos sábados, até a 1 hora de domingo |

| Sigla | Estação     | Inauguração            | Capacidade                   | Integração               | Plataformas | Posição      | Notas                                                                  |
| ----- | ----------- | ---------------------- | ---------------------------- | ------------------------ | ----------- | ------------ | ---------------------------------------------------------------------- |
| ART   | Artur Alvim | 17 de setembro de 1988 | 20 mil passageiros hora/pico | Bilhete Único da SPTrans | Central     | Semi-elevada | Estrutura em concreto aparente e cobertura espacial metálica treliçada |